# Raketdyse
En raketdyse er en type dyse (normalt en de Laval), der anvendes i raketmotorer til at udvide og accelerere de forbrændingsgasser, der produceres ved at afbrænde drivmidlet således at udstødningsgassen forsvinder ud af dysen ved hypersonisk hastighed.